# Pfälzer Anzeiger
Der Pfälzer Anzeiger war eine pfälzische Tageszeitung, die während der Zeit des Nationalsozialismus von den Machthabern in Annweiler am Trifels geschaffen wurde als zwangsweiser Zusammenschluss mehrerer pfälzischer Zeitungen.
Unter ihnen war auch die katholische Pfälzer Zeitung, die 1849 von Lukas Jäger gegründet worden war. Zweck des Zwangsvereinigung war, die Presse zu beherrschen und alle anderen Meinungen zu unterdrücken.
Die Pfälzer Zeitung musste am 31. März 1936 ihren Lesern mitteilen, dass sie sich am 1. April mit einigen anderen pfälzischen Zeitungen zusammenschließe und „zur Erfüllung der ihr damit gestellten größeren Aufgabe“ den Namen Pfälzer Anzeiger annehme. Bis Juni 1942 führte der regimetreue Pfälzer Anzeiger im Untertitel noch die Bezeichnung Pfälzer Zeitung.
Die NS-Zeitung ging 1945 mit dem Regime unter.